# Yasmin Harper
Yasmin Harper (n. 28 iulie 2000, Chester, Anglia, Regatul Unit) este o săritoare în apă ce a reprezentat Regatul Unit al Marii Britanii și al Irlandei de Nord, medaliată olimpică. A participat la o ediție a Jocurilor Olimpice (2024) în care a câștigat o medalie de bronz.

## Participări
Lista de mai jos prezintă principalele competiții la care a participat Yasmin Harper de-a lungul carierei.
- Jocurile Olimpice de vară din 2024[2]